# Ginglymostoma unami
Espèce
Statut de conservation UICN

EN : En danger
Ginglymostoma unami, communément nommé Requin-nourrice, est une espèce de requins de la famille des Ginglymostomatidae. Il s'agit d'une espèce en danger à cause de la pêche. Décrite en 2015, elle est endémique de la côte Pacifique de l'Amérique tropicale, ses populations étant auparavant rattachées à l'espèce Ginglymostoma cirratum présente dans l'Atlantique.

## Répartition
L'aire de répartition de l'espèce va du sud de la côte ouest de Baja California, au Mexique, jusqu'au Pérou, en passant par le Golfe de Californie ; ce requin est considéré comme endémique du Pacifique oriental tropical.

## Systématique
L'espèce est décrite en 2015 sous le nom binominal Ginglymostoma unami par les ichtyologues mexicains Luis Fernando Del Moral-Flores, Emmanuel Ramírez-Antonio, Arturo Angulo et Gerardo Pérez-Ponce de León. Les spécimens du Pacifique ayant aboutit à la description de cette espèce étaient auparavant rattachés à Ginglymostoma cirratum, à l'aire de répartition désormais limitée à l'Atlantique.
Ce taxon porte en français le nom vernaculaire ou normalisé « Requin-nourrice ».

## Étymologie
L'épithète spécifique unami fait référence à l'acronyme de l'Université nationale autonome du Mexique (UNAM), « en reconnaissance du rôle transcendantal qu'elle joue dans l'éducation du peuple mexicain ».

## Description
Cette espèce atteint une longueur totale maximale de 280 cm. Elle se distingue de Ginglymostoma cirratum par la comparaison de plusieurs caractères méristiques, comme la distance entre les régions pré-banchiales et interdorsales, et celle entre l'extrémité postérieure de la deuxième nageoire dorsale et le début du lobe caudal, toutes deux plus courtes ; elle diffère également par la position de l'insertion de la première nageoire dorsale par rapport aux nageoires pelviennes et par la forme et le nombre de quilles sur les denticules dermiques, ainsi que la morphologie des dents.

## Habitat et biologie
Ginglymostoma unami habite les récifs rocheux et coralliens, les mangroves et les plaines de sable sur les plateaux continentaux et insulaires, de la surface jusqu'à 13 m de profondeur, bien qu'il soit probablement présent plus encore en profondeur. Les paramètres du cycle biologique sont mal connus, mais sont probablement similaires à ceux de Ginglymostoma cirratum : la gestation dure de cinq à six mois ; le cycle de reproduction est bisannuel ; la portée peut atteindre cinquante petits (moyenne de 34), les mâles deviennent matures entre dix et quinze ans, les femelles entre quinze et vingt ans. La durée d'une génération est estimée à trente ans.

## Menaces et conservation
Ce requin subit la pêche artisanale et commerciale, au filet et à la palangre, de façon intense et non réglementée. L'espèce présente une sensibilité moyenne à élevée à la pêche, de par sa grande taille et son cycle de vie lent. La pêche s'est considérablement intensifiée dans le golfe de Californie dans les années 1980 et 1990, avec une augmentation du nombre de pêcheurs, de navires et de filets dans l'eau ; l'épuisement des grands requins pélagiques et d'autres espèces a poussé les pêcheurs à se tourner vers les espèces côtières. Au large de Mazatlan, au Mexique, des pêches non réglementées au filet et à la palangre ciblant les requins sont apparues avant les années 1960. À Nayarit, au Mexique, ce requin est capturé en faible nombre dans des filets artisanaux et des palangres. Au Costa Rica, l'espèce est moins sujette à la pêche artisanale et semble rester relativement commune dans les zones de plongée et dans les zones protégées. Dans une grande partie de son aire de répartition en Amérique centrale et du Sud, la pêche artisanale n'est pas gérée de manière adéquate. Les mangroves, qui servent souvent de sites de reproduction pour les requins, ont été dégradés avec le développement de l'aquaculture de crevettes dans de nombreuses zones du Pacifique Centre-Est. Devant toutes ces menaces, l'espèce est classée « en danger » (EN) par l'UICN (23 octobre 2021).